# Жужемберк (община)
Община Жужемберк (словен. Občina Žužemberk) — одна з общин Словенії. Адміністративним центром є місто Жужемберк.
Природна, культурна та історична спадщину общини велика (Жужемберкський замок, млини, багатовікова липа). Крка є дуже важливою для рибалки річка.

## Населення
У 2011 році в общині проживало 4559 осіб, 2298 чоловіків і 2261 жінок. Чисельність економічно активного населення (за місцем проживання), 1984 осіб. Середня щомісячна чиста заробітна плата одного працівника (EUR), 851,58 (в середньому по Словенії 987.39). Приблизно кожен другий житель у громаді має автомобіль (52 автомобілі на 100 жителів). Середній вік жителів склав 39,6 роки (в середньому по Словенії 41.8). 